# Rivière Iroquois (fleuve Saint-Jean)
Pour les articles homonymes, voir Iroquois (homonymie).
La rivière Iroquois est un affluent du fleuve Saint-Jean, au Nouveau-Brunswick, au Canada. Ce  cours d'eau coule dans les monts Notre-Dame, dans la municipalité de Dégelis, dans la MRC de Témiscouata, dans la région administrative du Bas-Saint-Laurent, au Québec ; puis dans le comté de Madawaska au Nouveau-Brunswick.
La rivière Iroquois coule vers le sud surtout en zone forestière, plus ou moins en parallèle, entre la Petite rivière Iroquois (côté est) et la rivière Madawaska.
La rivière Iroquois se déverse sur la rive nord du fleuve Saint-Jean. Ce dernier coule vers le sud-est en traversant tout le Nouveau-Brunswick et se déverse sur la rive nord de la baie de Fundy laquelle s’ouvre vers le sud-ouest sur l’océan Atlantique.

## Géographie

### Cours de la rivière
La rivière Iroquois prend sa source à l’embouchure du lac Iroquois (longueur : 0,6 km ; altitude : 305 m), situé dans la municipalité de Dégelis, dans la MRC de Témiscouata. Ce lac est situé dans une petite vallée orientée vers le sud-est comportant une dizaine de lacs. Cette vallée se prolonge vers le nord-ouest sur l’autre bassin versant, faisant partie de la rivière Owen.
L'embouchure du lac Iroquois est situé à :
- 1,3 km à l’ouest de la frontière entre le Québec et le Nouveau-Brunswick ;
- 8,4 km à l’est de la partie sud-est du Grand Lac Squatec ;
- 21,9 km au nord-est du centre-ville de Dégelis ;
- 31,1 km au nord de la confluence de la rivière Iroquois.

La rivière Iroquois, coule sur 45,7 km, selon les segments suivants :
Cours supérieur de la rivière (segment de 25,7 km)
À partir de l’embouchure du lac Iroquois, la rivière Iroquois coule sur :
- 2,6 km vers le sud-est, jusqu'au pont du chemin forestier ;
- 1,1 km vers le sud, en longeant la frontière, jusqu’à la frontière entre le Québec et le Nouveau-Brunswick ;
- 1,6 km vers le sud, en formant un détour vers l’est, dans le comté de Madawaska au Nouveau-Brunswick, jusqu'à la frontière interprovinciale ;
- 1,1 km vers le sud, en formant un détour vers l’ouest, dans la municipalité de Dégelis, pour revenir jusqu'à la frontière interprovinciale ;
- 2,6 km vers le sud-est, dans le comté de Madawaska, jusqu’au ruisseau Falls (venant du nord-est) ;
- 9,4 km vers le sud, jusqu’au pont routier ;
- 2,8 km vers le sud, jusqu’au pont routier ;
- 4,5 km vers le sud-est, jusqu’à la confluence de la Petite rivière Iroquois (venant du Nord).

Cours inférieur de la rivière (segment de 20,0 km)
À partir de la confluence de la Petite rivière Iroquois, la rivière Iroquois coule sur :
- 1,7 km vers le sud, jusqu’au pont routier ;
- 5,7 km vers le sud, jusqu’à la limite de la ville d'Edmundston, Nouveau-Brunswick ;
- 2,1 km vers le sud-est, jusqu’au pont routier ;
- 5,1 km vers le sud-est, en passant au nord-est de la côte à Blanchette, jusqu’au pont routier ;
- 5,4 km vers le sud, en passant à l'est de la ville d'Edmundston, jusqu'à la confluence de la rivière[2].

La rivière des Iroquois se déverse sur la rive nord du fleuve Saint-Jean du côté ouest de la zone désignée « Platin de Saint-Basile », face à la frontière du Maine. Cette confluence est située à :
- 3,3 km en aval de la confluence de la rivière Madawaska ;
- 1,5 km en aval de l'île Madawaska ;
- 13,5 km en amont de la confluence de la rivière Verte.

## Toponymie
Le toponyme rivière Iroquois a été officialisé le 17 août 1978 à la Commission de toponymie du Québec.